# Nova (Sam Alexander)
Nova, alter-ego de Sam Alexander, é um personagem da Marvel Comics criado por Jeph Loeb e Ed McGuinness, e que estreou nos EUA na revista Marvel Point One  no ano de 2011.